# 安陶塔區
安陶塔區（西班牙語：Distrito de Antauta），是秘魯的一個區，位於該國東南部普諾大區的梅爾加省，始建於1901年10月25日，面積636.17平方公里，海拔高度4,150米，2005年人口6,887，人口密度每平方公里11人。